# Britt-Marie var här (film)
Britt-Marie var här är en svensk dramafilm som hade biopremiär i Sverige den 25 januari 2019. Den är regisserad av Tuva Novotny och bygger på Fredrik Backmans roman med samma namn från 2014. I rollen som Britt-Marie ses Pernilla August och i övriga roller bland andra Anders Mossling, Peter Haber, Malin Levanon, Vera Vitali och Olle Sarri.

## Rollista
- Pernilla August − Britt-Marie
  - Ella Juliusson Sturk − Unga Britt-Marie
- Peter Haber − Kent
- Anders Mossling − Sven
- Malin Levanon − Bank
- Vera Vitali − Anna
- Olle Sarri − Fredrik
- Mahmut Suvakci − Mehmet
- Lance Ncube − Sami
- Elliot Alabi Andersson − Omar
- Stella Oyoko Bengtsson − Vega
- Cecilia Milocco − Mamma
- Sigrid Högberg − Ingrid
- Wilhelm Siverbo − Max
- Princess Wesseh − Wilma
- Dion Llapashtica − Paddan
- Hans Brorson − Pappa
- Nils Magnusson − Magnus
- Johanna Westfelt − Läkare
- Kevin Wesseh − Dino
- Abdouile Sise − Piraten